# Zlatohlávci (tribus)
Zlatohlávci (Cetoniini) jsou tribus v rámci podčeledi zlatohlávci (Cetoniinae), čeleď vrubounovitých brouků.
Taxonomie je v rámci skupiny listorohých brouků (Scarabaeoidea) zatím neustálená.
Zlatohlávci (podčeleď) jsou řazeni buď do samostatné čeledi Cetoniidae, nebo na úrovni podčeledi (Cetoniinae) do čeledi vrubounovití (Scarabeidae) a dále děleni na triby: zlatohlávci (Cetoniini), Cremastocheilini, Diplognathini, Goliathini, Gymnetini, Phaedimini, Schizorhinini, Stenotarsini, Taenioderini, Trichiini a Valgini.

## Rody
Tribus zlatohlávci je členěn do těchto podtribů a rodů:
1. podtribus Cetoniina
  - rody: Aethiessa Burmeister, 1842
  - Anatona Burmeister, 1842
  - Anelaphinis Kolbe, 1912
  - Aphelinis Antoine, 1987
  - Atrichelaphinis Kraatz, 1898
  - Atrichiana Distant, 1911
  - Badizoblax Thomson, 1877
  - Callophylla Moser, 1916
  - Centrantyx Fairmaire, 1884
  - zlatohlávek (Cetonia) Fabricius, 1775
    - zlatohlávek zlatý (Cetonia aurata)
    - (Cetonia carthami)

  - Chiloloba Burmeister, 1842
  - Cosmesthes Kraatz, 1880
  - Cosmiophaena Kraatz, 1899
  - Dischista Burmeister, 1842
  - Dolichostethus Kolbe, 1912
  - Elaphinis Burmeister, 1842
  - Enoplotarsus Lucas, 1859
  - Erlangeria Preiss, 1902
  - Euglypta Mohnike, 1873
  - Gametis Burmeister, 1842
  - Gametoides Antoine, 2006
  - Glycosia Schoch, 1896
  - Glycyphana Burmeister, 1842
  - Gymnophana Arrow, 1910
  - Hemiprotaetia Mikšič, 1963
  - Heteralleucosma Antoine, 1989
  - Heterocnemis Albers, 1852
  - Heterotephraea Antoine, 2002
  - Latescutella Ruter, 1972
  - Lawangia Schenkling, 1921
  - Lorkovitschia Mikšič, 1968
  - Marmylida Thomson, 1880
  - Micrelaphinis Schoch, 1896
  - Miksicus Özdikmen & Turgat, 2009 (synonymum Urbania Mikšič, 1963)
  - Mireia Ruter, 1953
  - Niphobleta Kraatz, 1880
  - Pachnoda Burmeister, 1842 - zlatohlávek
  - Paleopragma Thomson, 1880
  - Paralleucosma Antoine, 1989
  - Paranelaphinis Antoine, 1988
  - Paraprotaetia Moser, 1907
  - Pararhabdotis Kraatz, 1899
  - Parastraella Antoine, 2006
  - Parelaphinis Holm & Marais, 1989
  - Phaneresthes Kraatz, 1894
  - Phonotaenia Kraatz, 1880
  - Phoxomeloides Schoch, 1898
  - Podopholis Moser, 1915
  - Podopogonus Moser, 1917
  - Polybaphes Kirby, 1827
  - Polystalactica Kraatz, 1882
  - Protaetia Burmeister, 1842 - zlatohlávek
    - podrody: Acanthoprotaetia Mikšič, 1987
    - Autoprotaetia Mikšič, 1965
    - Calopotosia Reitter, 1898
    - Caloprotaetia Mikšič, 1963
    - Cetonischema Reitter, 1898 - zlatohlávek
    - Chalcoprotaetia Mikšič, 1963
    - Chrysopotosia Mikšič, 1966
    - Dicranobia Mikšič, 1963
    - Eupotosia Mikšič, 1954
    - Euprotaetia Mikšič, 1963
    - Finkia Mikšič, 1965
    - Foveopotosia Mikšič, 1959
    - Goetzia Mikšič, 1963
    - Heteroprotaetia Mikšič, 1963
    - Indoprotaetia Mikšič, 1968
    - Kuytenia Mikšič, 1963
    - Liocola Thomson, 1859 - zlatohlávek
    - Netocia Costa, 1852 - zlatohlávek
    - Pachyprotaetia Mikšič, 1965
    - Poecilophana Kraatz, 1895
    - Potosia Mulsant & Rey, 1871
    - Potosiomima Mikšič, 1968
    - Progastor J. Thomson, 1880
    - Protaetia Burmeister, 1842 - zlatohlávek (například Protaetia affinis Andersch, 1797, Protaetia cuprea Fabricius, 1775, Protaetia lugubris Herbst, 1786, zlatohlávek skvostný - Protaetia speciosissima Scopoli, 1786)
    - Protaetiola Mikšič, 1963
    - Pseudanatona Kraatz, 1898
    - Pyropotosia Reitter, 1898
    - Tomentoprotaetia Mikšič, 1987

  - Protaetiomorpha Mikšič, 1968
  - Psacadoptera Kraatz, 1882
  - Pseudoprotaetia Kraatz, 1882
  - Pseudotephraea Kraatz, 1882
  - Pseudourbania Mikšič, 1965
  - Reineria Mikšič, 1968
  - Rhabdotis Burmeister, 1842
  - Rhabdotops Krikken, 1981
  - Rhyxiphloea Burmeister, 1842
  - Simorrhina Kraatz, 1886
  - Somalibia Lansberge, 1882
  - Stalagmosoma Burmeister, 1842
  - Sternoplus Wallace, 1868
  - Systellorhina Kraatz, 1895
  - Tephraea Burmeister, 1842
  - Thyreogonia Reitter, 1898
  - Trichocelis Moser, 1908
  - Trichocephala Moser, 1916
  - Trichostetha Burmeister, 1842
  - Tropinota Mulsant, 1842 - zlatohlávek (například Tropinota hirta)
  - Xeloma Kraatz, 1881
  - Xiphosceloides Holm, 1992
2. podtribus Euphoriina
  - Euphoria Burmeister, 1842
  - Chlorixanthe Bates, 1889
3. podtribus Leucocelina
  - Acrothyrea Kraatz, 1882
  - Alleucosma Schenkling, 1921
  - Analleucosma Antoine, 1989
  - Cyclophorellus Krikken, 1982
  - Cyrtothyrea Kolbe, 1895
  - Discopeltis Burmeister, 1842
  - Grammopyga Kraatz, 1895
  - Homothyrea Kolbe, 1895
  - Leucocelis Burmeister, 1842
  - Leucochilus Kraatz, 1896
  - Lonchothyrea Kolbe, 1895
  - Mausoleopsis Lansberge, 1882
  - Mecaspidiellus Antoine, 1997
  - Mecaspidius Bourgoin, 1921
  - Megalleucosma Antoine, 1989
  - Molynoptera Kraatz, 1897
  - Molynopteroides Antoine, 1989
  - Oxythyrea Mulsant, 1842 (například Oxythyrea funesta - zlatohlávek tmavý)
  - Paleira Reiche, 1871
  - Phoxomela Schaum, 1844
  - Pseudalleucosma Antoine, 1989
  - Pseudooxythyrea Baraud, 1985
  - Trichothyrea Kolbe, 1895

## Charakteristika
Jedná se povětšině o středně až velmi velké brouky. Horní pysk a kusadla jsou překryty čelním štítkem (clypeus) a nejsou proto shora viditelné. Horní čelisti (mandibuly) jsou většinou měkké, blanité. Tykadla jsou desetičlánková, zakončená vějířkem ze třech pohyblivých listů.
Štítek je velký, trojúhelníkovitý, u některých tribů je však překryt výběžkem štítu.
Zlatohlávci létají tak, že prostrčí křídla podramenním výkrojkem na okraji pootevřených krovek. Tím se liší od ostatních brouků i od ostatních podčeledí vrubounovitých včetně blízko stojících Trichiinae a Valginae.
Krovky nezakrývají celý zadeček, poslední článek (pygidium) je velký a shora viditelný. Mezi středním párem stehen je téměř vždy vyvinut výběžek středohrudí.
Na všech nohách mají zlatohlávci dva stejné pohyblivé drápky.

## Životní cyklus
Samice zlatohlávků kladou vajíčka do substrátu, jímž je ve většině případů rozkládající se rostlinná hmota. Čerstvá vajíčka jsou bílá, lehce šišatá, vývojem se postupně zvětšují, zakulacují a poněkud žloutnou. Po několika dnech až týdnech se z vajíčka líhne larva.
Larvy mají u všech vrubounovitých brouků podobný vzhled, jsou tlusté, žlutobílé, s řadou tmavých průduchů na bocích a rohovitou hlavou. Takový typ larvy se nazývá ponrava.
V průběhu vývoje larva prochází třemi stadii (instary). Při přechodu z jednoho instaru do druhého se larva svléká a rohovité části se ještě před vytvrdnutím chitinu skokem zvětšují. Během třetího instaru larva hromadí tuk a připravuje se na zakuklení. Larvy zlatohlávků si před zakuklením vytvářejí kokon, ve většině případů z okolního materiálu. V tomto ochranném obalu se posléze larva znovu svléká a přeměňuje ve světle žlutohnědou kuklu. Na kukle jsou již zřetelné všechny tvary budoucího brouka, krovky jsou však stočeny pod břicho a případný roh samců přitisklý ke štítu. Po posledním svleku se objevuje ještě měkké a nevybarvené imago, které rychle tvrdne a nabývá konečného zbarvení. Brouk ještě po nějakou dobu setrvává v nehybnosti a nakonec proráží stěnu kokonu a opouští jej.